# Melocactus peruvianus
Melocactus peruvianus är en kaktusväxtart som beskrevs av Vaupel. Melocactus peruvianus ingår i släktet Melocactus och familjen kaktusväxter. Inga underarter finns listade i Catalogue of Life.